# Hyporhamphus unicuspis
Hyporhamphus unicuspis är en fiskart som beskrevs av Collette och Parin, 1978. Hyporhamphus unicuspis ingår i släktet Hyporhamphus och familjen Hemiramphidae. Inga underarter finns listade i Catalogue of Life.